# Bunabodes truncatus
Bunabodes truncatus är en kvalsterart som beskrevs av K. Fujikawa 2004. Bunabodes truncatus ingår i släktet Bunabodes och familjen Carabodidae. Inga underarter finns listade.